# Rachid Haddach
Rachid Haddach, né le 11 août 1970 à Bruxelles (Belgique) et mort le 2 février 2020 dans la même ville, est un prédicateur, enseignant et conférencier belgo-marocain.
C’était un enseignant plutôt traditionaliste, proche des jeunes. Rachid Haddach représente une « autorité morale » pour la communauté marocaine. En 2016, il arrive à la quatrième place des imams francophones les plus consultés sur YouTube.

## Biographie
Issu d'une famille marocaine originaire de Tanger, Rachid Haddach naît et grandit à Molenbeek (commune de la Région de Bruxelles-Capitale) en Belgique. Très jeune, il est attaché à la religion islamique et demande souvent des renseignements auprès de l'imam Mohamed Toujgani de la mosquée de son quartier, la mosquée al Khalil liée à la confrérie des Frères musulmans,. C'est avec ce père spirituel qu'il suit des cours de religion. Il débute très tôt en tant que prédicateur bénévole auprès de plusieurs écoles et mosquées bruxelloises où il œuvrait avec les jeunes. Son succès est largement dû à sa capacité à leur parler. Rachid Haddach joue un grand rôle à Bruxelles en encadrant les jeunes contre la radicalisation dans les écoles bruxelloises. Rachid Haddach passe sa formation à la Grande mosquée de Bruxelles. Après un passage en tant que travailleur à la Société des transports intercommunaux de Bruxelles (STIB), il prêche à la mosquée Assouna d'Anderlecht.
Dans un ouvrage néerlandophone de Bilal Benyaich intitulé Islam en radicalisme bij Marokkanen in Brussel sorti en 2013, l'auteur décrit Rachid Haddach comme étant « un homme viril avec du charisme, connaissant le code de la rue, qui s'exprime dans un langage, mélangeant le français avec le dialecte marocain pour une meilleure compréhension vis-à-vis de la jeunesse bruxelloise maghrébo-musulmane. » L’homme est surtout décrit comme bienveillant. Rachid Haddach était aussi très à l’écoute de ses interlocuteurs. Respecté, apprécié, il laisse le souvenir d’un homme pieux, affable, à mi-chemin entre grand frère, conseiller spirituel et éducateur.
En 2013, Rachid Haddach annule sa participation à un salon musulman organisé par l'UOIF (Union des organisations islamiques de France), lié à la confrérie des Frères musulmans, avançant comme motif : « un certain aspect du côté artistique ne concordait pas avec mes convictions religieuses », ne souhaitant pas être associé au même programme à certains artistes de spectacle, notamment au rappeur Médine.

### Polémiques
La vision conservatrice de l'islam de Rachid Haddach lui a valu des accusations de « radicalisme » par ses détracteurs, mais s'en était toujours défendu. Il avait d'ailleurs été menacé de mort par les takfiristes de Sharia4Belgium et avait déposé plainte.
Généralement présenté par les médias comme « une figure de la mouvance salafiste en Belgique », il est pourtant dénoncé comme n'étant pas salafiste, notamment par le principal prédicateur salafiste francophone Sulaiman Al-Hayiti.
En 2012, Rachid Haddach refuse de parler aux journalistes présents lors de sa conférence islamique qui l'accusent d'être un « radical ». Un journaliste du journal belge Le Soir argumente : « Si on écoute bien, on peut percevoir à quel point (le discours de Rachid Haddach) est radical : "Au lieu d’aller à l’école maternelle" conseille-t-il par exemple "les enfants doivent rester à la maison jusqu’à l’âge de six ans". Rien d’illégal, l’école maternelle n’est pas obligatoire en Belgique. » Rachid Haddach est alors surveillé de près par la justice belge.
En 2016, malgré les critiques du Modem et du Parti Socialiste, Rachid Haddach peut tenir une conférence à Perpignan en France, devant plus d'une centaine de personnes. Rachid Haddach dément les accusations dont il fait l'objet : « J'ai 46 ans, je suis né en Belgique et j'enseigne dans des collèges et lycées, a-t-il tout d'abord précisé. J'ai aussi été aumônier en prison. Et j'ai été membre du comité interreligieux dirigé par la princesse Mathilde, aujourd'hui reine des Belges. ». Sa barbe, a-t-il expliqué, n'est pas du tout un signe de radicalisme contrairement à ce que certains pensent.

### Maladie et mort
En novembre 2012, Rachid Haddach publie sur le réseau social Facebook : « Chers frères et sœurs, après plus de vingt-deux ans de conférences je suis dans l’obligation d’arrêter toutes mes activités de prédication pour régler un gros souci de santé qui me suit depuis très longtemps mais que je n’arrive plus à gérer. » Malgré une longue pause, Rachid Haddach fait son retour en organisant des conférences islamiques dans les mosquées bruxelloises. Elles sont diffusées en direct sur YouTube et suivies par la communauté musulmane francophone de Belgique, France, Suisse et Canada.
Après une longue maladie (cancer), dans la nuit du 1er au 2 février 2020, Rachid Haddach meurt à l'âge de 49 ans, ce qui suscite un vif émoi dans la communauté musulmane. Un jour plus tard, ses funérailles ont lieu à la mosquée al Khalil, la plus grande du pays, située à Molenbeek-Saint-Jean. Entre 5 000 et 10 000 personnes (des jeunes, des vieux, des branchés, des conservateurs, des bobos, des voilées ou pas) s'y sont rassemblées pour la prière d'adieu dirigée par l'imam Mohamed Toujgani. La mosquée étant trop petite, des milliers de personnes ont prié dans l'espace public. Des rues ont été fermées à la circulation et le bus 89 de la STIB a été dévié. La scène suscite de nombreuses réactions sur les réseaux sociaux. Plusieurs imams lui rendent hommage dont Rachid Eljay, Hassan Iquioussen, Abdelmonaïm Boussenna et le secrétaire général du conseil théologique des Musulmans de France Mohamed Bajrafil.
Selon Florence Bergeaud-Blackler de l'Observatoire des fondamentalismes, Rachid Haddach serait un « personnage culte » qui aurait, selon elle, fait l'objet d' « une procession ». La télévision bruxelloise BX1 se serait excusée publiquement de ne pas l'avoir couverte.
Selon sa volonté, Rachid Haddach est enterré à Bruxelles, au cimetière multiconfessionnel de Schaerbeek.

## Ouvrages
- Œuvres textuelles de Haddach sur data.bnf.fr

## Citation
« Les intégristes estiment que mes propos sont trop lights, certains me considèrent même comme un mécréant parce que j'ai serré la main à plusieurs reprises à des rabbins ou encore à des curés. »

— par Rachid Haddach